# 大空遊平・かほり
大空 遊平・かほり（おおぞらゆうへい・かほり）はかつて存在した夫婦漫才コンビである。

## メンバー
- 大空 遊平
- 大空 かほり（本名：小野寺 咲子〈おのでら さきこ〉（コンビ当時）、1962年1月9日（63歳） - ）

埼玉県熊谷市出身。 血液型：B型
東京アナウンスアカデミー声優科卒
芸名のかほりは桃井かおりにあやかったもの。

## 特徴
かほりが早口で捲し立て、夫の遊平のふがいなさ、存在感のなさをチクチクと責め立てるが、結局はのろけるという漫才。年始の時期にかほりが松づくしの芸を披露することもあった。
マセキ芸能社、漫才協会、落語協会所属で馬風ファミリーであった。
コンビ結成当初は『大空遊平・大海かほり』と名乗っていたが、結婚を機にかほりは亭号も大海から大空に改めていた。
離婚を機にコンビを解散、かほりは引退した。

## 経歴
- 1982年7月 - 大空ヒット・三空ますみ門下でコンビ結成。浅草松竹演芸場で初舞台
- 1983年 - テレビ朝日「ザ・テレビ演芸」第20代チャンピオン
- 1992年 - 落語協会入会
- 1993年 - 第55回国立演芸場花形演芸会金賞受賞
- 1994年 - 第14回国立演芸場花形演芸大賞特別賞受賞
- 1996年 - 第51回文化庁芸術祭演芸部門芸術祭新人賞受賞
- 1996年10月 - かほりの亭号も「大空」になる
- 1997年 - 漫才協団の18代目真打ちに昇進
- 2015年7月31日 - 解散、離婚。遊平はピン芸人として活動。かほりは漫才協会・落語協会を退会し、マセキ芸能社との契約も解消した。

## 出演番組
- ザ・テレビ演芸
- 真打ち競演
- 年忘れ漫才競演
- 笑点